# Snorbølger
Begrebet Snorbølger omhandler transversalbølger, der bevæger sig langs en streng eller snor.
Snorbølger kan relativt let fremstilles vha en vibrationsgenerator og en spændt streng, hvor man derefter tydeligt kan observere stående bølger ved grundtonens og de forskellige overtoners frekvens.
Disse toners frekvens afhænger af to faktorer; snorens spænding og snorens masse. Snorens spænding angives i N, mens snorens masse angives i g/m.
Hastigheden, v, for en snorbølge bestemmes, som sagt af snorens spænding og snorens masse, henholdsvis kaldet F og m. 
Formlen for v er :

{\displaystyle v={\sqrt {\frac {F}{m}}}}
Eftersom hastigheden, v, for en snorbølge ikke bestemmes af frekvensen, får man ifølge formlen λ * f = v, at i snorbølger er λ og f omvendt proportionale.
Ofte vil man i simple forsøg holde snoren spændt, ved at lægge den over en trisse og fastspænde et lod i dens ende. Hvis dette gøres kan man let udregne F, som da vil være lig med m * g, hvor m er loddets masse i gram og g er tyngdeaccelerationen (9.82 {\displaystyle {m}/{s^{2}}})